# Parque Nacional Los Cardones
O Parque Nacional Los Cardones é uma área protegida da Argentina, criado em 1996 com uma área de 65.000 hectares. Está localizado na Província de Salta. 
O parque situa-se numa zona de serras secas, entre os 2.700 e os 5.000 metros de altura, sendo o seu nome originário da vegetação característica desta zona. Existem vestígios paleontológicos de importância, como pegadas de dinossauro com 70 milhões de anos e de pinturas rupestres, que são objeto de estudos científicos.
Esta área era importante para as culturas pré-hispânicas, uma vez que aqui os pastores encontravam água e pastagens que propiciavam alimento para os seus rebanhos.

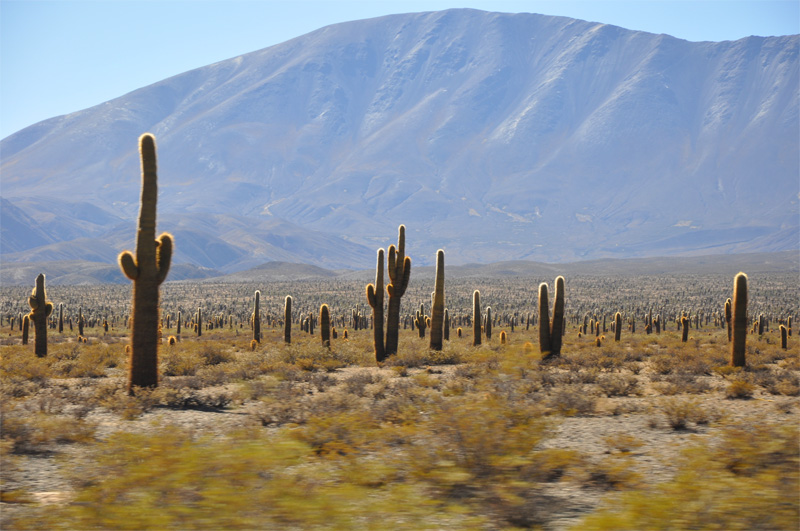
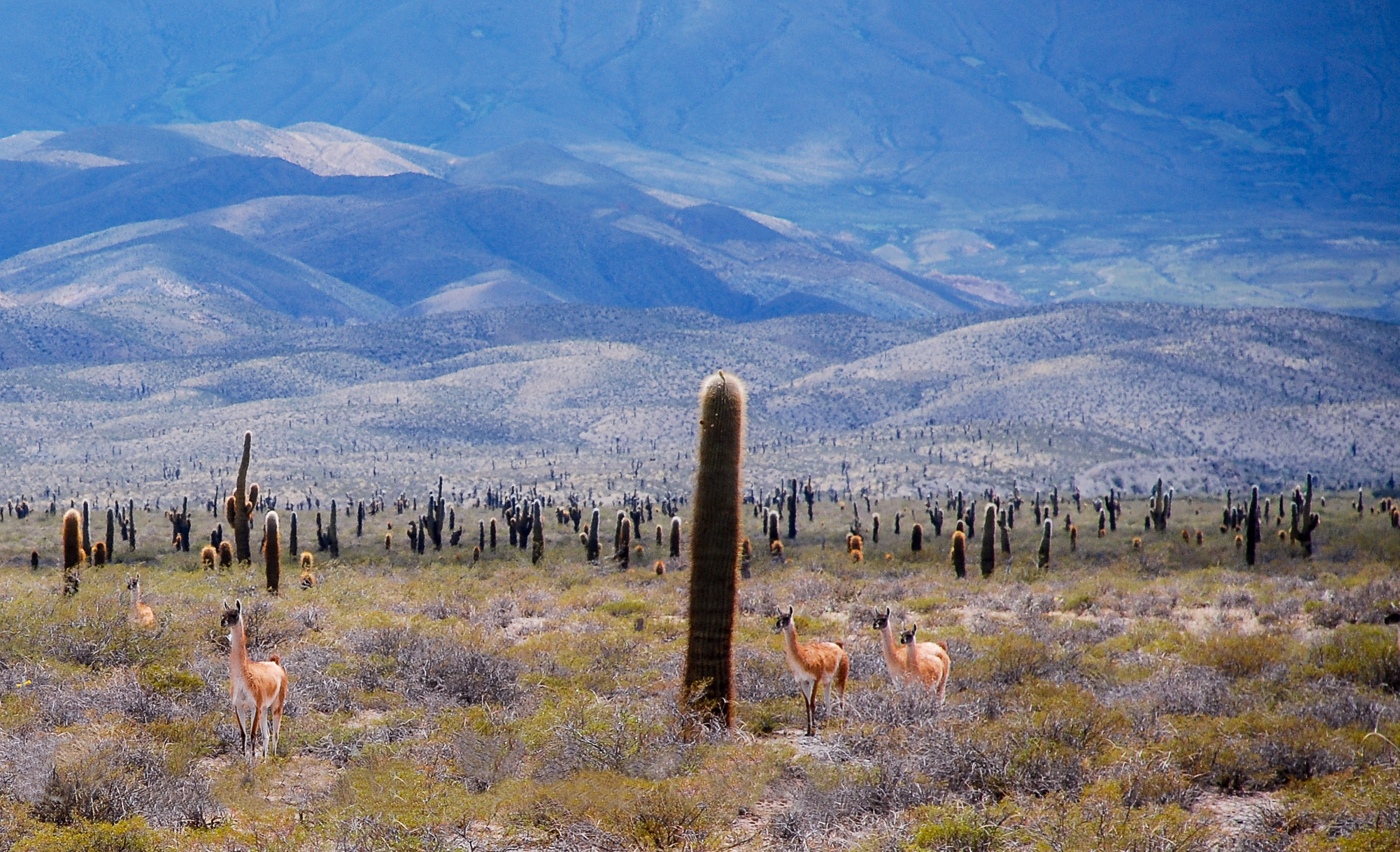
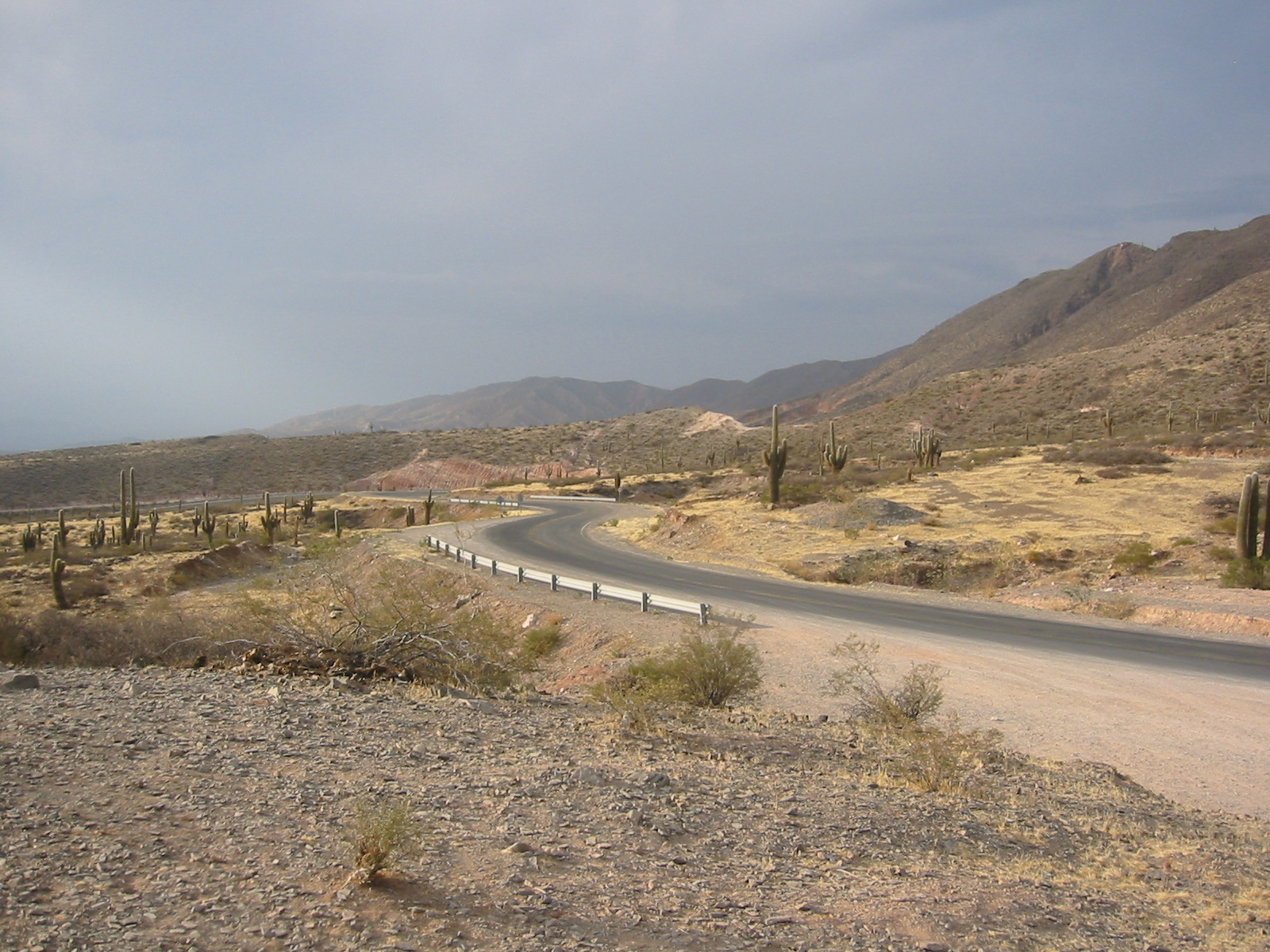